# 権田愛三
権田 愛三（ごんだ あいぞう、嘉永3年7月20日 - 1928年（昭和3年）8月19日）は、埼玉県大里郡別府村（現：熊谷市）出身の農業生産者。明治から大正時代にかけて麦の増産に取り組み、二毛作、麦踏みを全国に広めた。人々から「麦王（麦翁）」と称された。
1872年、開秀社を設立して肥料と藍の栽培を開始し、1894年には麦の二毛作法を研究した。1909年（明治42年）には『実験麦作栽培改良法』を出版した。それ以来、地域を問わず、農民の指導に貢献した。1894年から晩年まで別府村農会長を務めた。1914年、それまでの功績により、緑綬褒章を授与された。また大礼記念章も授与された。
1928年8月19日、逝去。享年79。戒名は真月院麦翁全馨居士。
2002年、権田を題材にした絵本『麦さん』が刊行された。

## 著作
- 『実験麦作栽培改良法』埼玉県農報社、1909年。
- 『実験麦菽栽培改良法』第3版、埼玉農報社、1913年。